# Теодора Арсеновић
Теодора Арсеновић, рођена Боберић (23. децембар 1885, Врањево, Аустроугарска — 18. октобар 1960, Београд) била је српска и југословенска глумица.

## Биографија
Она је педесет година глумила у Народном позоришту у Београду, од 1906. до 1956. године. Била је истакнути носилац главних улога у популарним комадима са певањем, као што су Коштана, Ташана, Чучук Стана. Сматра се једном од три највољеније Коштане у историји српског театра. Значајна је и као пионир опере Народног позоришта, јер је отпевала прву Кармен, Ацучену у Трубадуру, као и Сузуки у опери Мадам Батерфлај. Формално образовање као глумица и певачица није имала. Прослављене улоге у драмском репертоару одиграла је као Маша у Живом лешу, Елмира у Тартифу, Мара Никшина Бенеша у Сутону, Бака Еугенија у Дрвеће умире усправно, итд.
Свој глумачки допринос дала је и првим балканским играним филмовима из 1911. године, у Карађорђу улогом Јелене, а у филму Улрих Цељски и Владислав Хуњади играјући Марију Горјански.
Теодора је била истакнути радио-певач на таласима Радио Београда. Највише и најрадије је наступала уз оркестар Властимира Павловића Царевца. Народне песме је снимала за водеће светске издавачке куће као што су Odeon Records, Edison Bell и His master's voice. 
За свој уметнички рад награђена је Орденима Светог Саве IV и V реда, Орденима рада I и II реда, од краља Бориса III од Бугарске Народним орденом за грађанске заслуге, а од стране краља Александра I Карађорђевића је награђена скупоценим прстеном.
Умрла је 18. октобра 1960. године у Београду. Сахрањена је уз супруга на Новом гробљу.

## Филмографија
| Год.  | Назив                           | Улога                   |
| ----- | ------------------------------- | ----------------------- |
| 1911. | Карађорђе                       | Јелена - жена Карађорђа |
| 1911. | Улрих Цељски и Владислав Хуњади | Марија Горјански        |
| 1922. | Трагедија наше деце             |                         |
| 1959. | Врата остају отворена           |                         |